# 1173 Anchises
1173 Anchises este un asteroid troian al lui Jupiter. A fost descoperit la 17 octombrie 1930 de către astronomul Karl Wilhelm Reinmuth, la Heidelberg, în Germania.

## Caracteristici
Asteroidul prezintă o orbită caracterizată de o semiaxă majoră egală cu 5,3212114 ua și de o excentricitate de 0,1374969, înclinată cu 6,90992° în raport cu ecliptica.
Își folosește orbita împreună cu Jupiter în jurul Soarelui în punctul Lagrange L5, adică este situat la 60° în urma lui Jupiter.
Calculele după observațiile făcute de IRAS i-au estimat diametrul la circa 126 de kilometri.

## Denumirea asteroidului
Numele său face referire la Anchise, tatăl lui Enea, eroi troieni, personaje ale epopeii lui Vergilius, Eneida. Denumirea sa provizorie era 1930 UB.